# Gornje Stravče
Gornje Stravče  (cyr. Горње Стравче) – wieś w Czarnogórze, w gminie Podgorica. W 2003 roku liczyła 10 mieszkańców.